# Mydas chrysostomus
Mydas chrysostomus is een vliegensoort uit de familie Mydidae. De wetenschappelijke naam van de soort is voor het eerst geldig gepubliceerd in 1874 door Osten-Sacken.
De soort komt voor in de Verenigde Staten.